# ابن ذكوان
ابن ذَكْوَان عبد الله بن أحمد بن بشير بن ذكوان، أبو عمرو القرشي الفهري الدمشقي شيخ الإقراء بالشام. وأحد رواة قراءة ابن عامر إمام أهل الشام، ولد سنة (173) وتوفي سنة (242 هـ ، 789 - 857م).

## أقوال العلماء في ابن ذَكْوَان
شيخ الإقراء بالشام، وإمام الجامع الأموي بدمشق، لم يكن في عصره أقرأ منه.
- قَال أَبُو زُرْعَة الدمشقي: سمعت الْوَلِيد بْن عتبة يَقُول: مَا بالعراق أقرأ من عَبد الله بْن أحمد بْن ذكوان. قال أَبُو زُرْعَة: وأنا أقول من عندي: لَمْ يكن بالعراق ولا بالحجاز ولا بالشام ولا بمصر ولا بخراسان فِي زمان عَبد اللَّهِ بْن ذكوان أقرأ عندي منه، والله أعلم.[2]

## منزلته في رواية الحديث النبوي
قال عنه يحيى بن معين: ليس به بأس، وقال أبو حاتم: صدوق، وذكره ابن حبان في الثقات.
- حدَّث عن: بقية بن الوليد، وعِراك بن خالد، وسويد بن عبد العزيز، والوليد بن مسلم، ووكيع بن الجراح، وآخرين.
- حدَّث عنه: أبو داود، وابن ماجه في سننهما.

## مؤلفاته
- أقسام القرآن وجوابها.[5]
- ما يجب على قارئ القرآن عند حركة لسانه.[6]

## شيوخه و تلاميذه
- شيوخه: أخذ القراءة عرضاً عن أيوب بن تميم، وهو الذي خلفه في القيام بالقراءة بدمشق، وقرأ على الكسائي حين قدم الشام، وروى الحروف عن إسحاق المسيبي عن نافع.
- تلاميذه: روى القراءة عنه ابنه أحمد، وأحمد بن أنس وأحمد بن المعلى، وأحمد بن يوسف التغلبي، وأبو زرعة عبد الرحمن بن عمرو الدمشقي، وهارون بن موسى الأخفش وغيرهم.[7]